# Cipura paludosa
Cipura paludosa là một loài thực vật có hoa trong họ Diên vĩ. Loài này được Aubl. miêu tả khoa học đầu tiên năm 1775.